# Амелія Вогт
Амелія Вогт (англ. Amelia Voght) ― персонаж коміксів з коміксів американського видавництва Marvel Comics, Вогт також була повязана з командою Люди Ікс. Жінка мутант яка має здатність перетворювати своє тіло в туман, в Амелії Вогт були любовні відносини с професоро Ксав'є, ще до того як він заснував команду Люди Ікс. Не в силах повірити в його місію Вогт приєднується до помічників Магнето, ставши одним із найбільш довірених лейтенантів Магнето

## Публікація
Вогт була створена Скоттом Лобделлом і Джоном Рамітом-молодшим, де вона вперше з'являється у випуску Uncanny X-Men #300 в травні 1993, року. У її першій появі було натяком що Амелія Вогт була колишньою ученицею професора Ікс, де вона відмовилася приєднатися до його команди Люди Ікс. Але через 9 років випусків виникла інша історія.

## Вигадана біографія
Амелія Вогт працювала медсестрою, вона доглядала за Чарльзом Ксав'є, після того як його ноги були вперше поранені. Перебуваючи в Тибеті, Вогт була рада бачити ще одного американця, і її позитивне та дружнє ставлення допомогло Ксав'є вийти з депресії, яка з'явилась у нього коли він поранив ноги, спочатку стосунки Ксав'є і Вогт були професійними, що згодом переросли в романтичні. Вони разом покинули Тибет і повернулися до США. Потім Ксав'є стикається з Магнето і Королем тіней, розробляє Церебро для того, щоб стежити за мутантами, сподіваючись навчити їх контролювати свої сили, щоб вони не стали загрозою для інших. Амелія знаходить план і починає думати, що Ксав'є розробив Церебро для полювання і знищення мутантів. Вона показала себе як мутант і нападає на Ксав'є, але відступила коли Ксав'є показав власні сили мутанта. Цей зв'язок ще більше зміцнив стосунки Вогт і Ксав'є, але з часом вони виробили різні позиції щодо людей і мутантів. Ксав'є хотів співіснувати з людьми, але Амелія мала іншу позицію, що мутантам краще залишатися під землею. Коли Ксав'є привів Скотта Саммерса до свого особняка на тренування, Амелія покидає його, сказавши Ксав'є, що його плани щодо Людей Ікс погублять його і всіх мутантів. Ксав'є спробував використати свою телепатію до Амелії Вогт щоб переконати її у протилежний бік, але зупинився, Амелія Вогт відчула себе зрадженою.

## Магнето
Протягом наступних років Амелія Вогт залишалася прихованою, але коли стосунки людей і мутантів погіршилися, її завербовує Фабіан Кортес, де Вогт стає членом Послужників Магнето. Будучи одним із старших і досвідчених мутантів, вона отримує старшинство в команді, хоча вона і не була згодна з екстремальною політикою Послужників, як наприклад убивство людей, хоча вона спочатку це відстоювала в справі Мойри МакТаггерт. Протягом багатьох років вона підтримувала Послужників і Магнето, але також намагалася обмежити жертви та надавала обмежену допомогу Людям Ікс та іншим супергероям, як Ртуть, які протистояли їм. Згодом Вогт розчарувалася в екстремістській позиції Послужників і покинула групу припинивши свої послуги допомагаючи Магнето в його правлінні над Геношею, працюючи проти нього, щоб допомогти Людям Ікс щоб звільнити професора Ксав'є. Амелія повернулася до роботи медсестри, а також є однією з небагатьох мутантів які зберегли свої сили. З часом Амелія знову приєднується до нового братства мутантів разом з Магнето.

## Сили та здібності
Амелія Вогт мутант вона володіє силою трассубстанціації, що дозволяє їй за бажанням перетворювати матерію в псіонно-резонансну пару. Цей туман став природним станом Амелії після прояву її здібностей і вона здатна транссубстанціювати себе або будь яку особу чи об'єкт у полі зору. Будучи не істотною Амелія може використовувати цю силу щоб уникнути травм. Вона може контролювати потік пари дозволяючи їй літати, протискаючись через вузькі проходи або переміщати предмети, вона могла витягнути людину з під натовпу що нападає на них розганяючи та реформуючи та реформуючи їх поблизу або вкрасти зброю своїх супротивників випаривши з їхніх рук і перенісши до своїх. Туман Вогт також може переноситися астральним планом дозволяючи використовувати їй свої сили для телепортації на далекій відстані. Вона здатна миттєво транспортувати себе та все що вона перетворить, по поверхні земної кулі або орбіту планети та з неї. Вона може телепортуватися з вантажем або надсилати об'єкти в нове місце не подорожуючи з ними за умови що може уявити нове місце у своїй свідомості. У певних випадках Вогт навіть продемонструвала що має здатність скликати віддалених людей до себе за допомогою телепортації, візуалізуючи де б людина зараз не перебувала, бачачи як вони перетворюються на туман а потім приносячи цей туман у свою присутність для реформування, як що Вогт може уявити собі нове місце розташування.